# Henri Mialaret
Mathias Joseph Ferdinand Jules Henri Mialaret est un skipper français né le 2 août 1855 à Mézières et mort le 25 février 1919 dans le 16e arrondissement de Paris. 

## Biographie
Descendant d'une famille de métallurgistes ("Les boulonneries de Bogny-Braux" comptaient 2 000 salariés en 1913), son père Charles Mialaret fut maire de Mézières et conseiller général, il s'associa en 1914 avec le sénateur Albert Gérard, cousin de son épouse, pour prendre la direction de l'entreprise. 
Il fit construire à Trébeurden le "château de Ker Nelly" en adjoignant à une maison achetée en 1896 des tourelles et une galerie inspirée du cloître de la cathédrale de Tréguier. Il fut, avec son associé, le sénateur Albert Gérard, parmi les premiers touristes â fréquenter Trébeurden. Il décéda le 25 février 1919.

## Carrière sportive
Henri Mialaret participa aux deux courses de classe 2-3 tonneaux aux Jeux olympiques d'été de 1900, à bord de Favorite. Il remporte la médaille d'argent à l'issue des deux courses.